# Aeroportul Internațional Erie-Ottawa
Aeroportul Internațional Erie-Ottawa (IATA: PCW, ICAO: KPCW, FAA LID: PCW) este un aeroport din Ohio, Statele Unite ale Americii ce deservește zona Port Clinton⁠(d). Aeroportul a fost tranzitat în 2019 de 26 de pasageri.
Situat la o altitudine de 180 m, aeroportul dispune de 2 piste.

## Infrastructură

### Piste
Aeroportul dispune de 2 piste. Pista 09/27 are suprafața de asfalt și dimensiunile 5.646 picioare × 100 picioare. Pista 18/36 are suprafața de asfalt și dimensiunile 4.001 picioare × 75 picioare. 